# Designhistorie
Designhistorie er studiet af designgenstande, designprocesser, organisationer og aktører i deres historiske og stillistiske kontekster.
Designhistoriske kontekster inkluderer med en bred definition, både det sociale, kulturelle, økonomiske, organisatoriske, politiske, tekniske og æstetiske. Designhistorie har som sit genstandsområde alle designrelaterede fænomener, inklusive dem man finder inden for mode, kunsthåndværk, indretning, tekstiler, grafisk design, industrielt design, produktdesign og interaktivt design.

## Designhistorie som fag
Designhistorie har som historisk disciplin måtte indoptage kritikken af dens traditionelt heroiserende fremhævelse af stjernedesignere og disses enkeltstående værker. Dette har den måttet gøre under inspiration fra nyere forskning i materiel kultur, kaldet materielle kulturstudier, på samme måde som kunsthistorien har måttet tilpasse sig på udfordringen fra visuelle kulturstudier. Hvor visuelle kulturstudier har gjort det kunsthistoriske studie bredere gennem inddragelsen af populærkulturelle udtryksformer som tv, film og nye medier, har designhistorien generelt skiftet fokus ved at tematisere designobjekter som en del af hele produktions, distributions og forbrugssammenhængene, og ved i højere grad at se designaktiviteter, produkter og aktørers betydning som aspekter af omgangen med materielle genstande i hverdagslivet, såvel som i professionelle erhvervsrelaterede sammenhænge. Med denne udvidelse af genstandsfeltet beskæftiger designhistorien sig i stigende grad med områder som spænder endog meget vidt over så forskellige områder som traditionelt håndværk, boligindretning, butiksindretning, byplanlægning, husflid, softwareprogrammering og internet-relaterede identitetsprojekter.
Typisk afgrænses designhistoriske fremstillinger tidsligt indenfor perioden fra ca. 1750 og frem, da oprindelsen til design som særskilt aktivitet ses knyttet til den arbejdsdeling, specialisering, industrialisering og modernisering der ledsager den industrielle revolution. Som følge heraf, har designhistorikere da også overvejende interesseret sig for europæiske og nordamerikanske designfænomener. Påvirkningen fra materielle kulturstudier og en stadig mere fleksibel brug af designbegrebet har dog betydet, at genstandsfeltet i stigende grad har kunnet udstrækkes både tidsligt og geografisk.

## Undervisning i designhistorie
Designhistorie udbydes både som en dimension i de kunsthistoriske universitetsfag, og som en del af flere bachelor og kandidatuddannelser der beskæftiger sig med design i forskellige sammenhænge (f.eks. udddannelsen i Designkultur og Økonomi ved Syddansk Universitet. Designhistorie udbydes også som en del af de praksisbaserede eller kreativt-kunstnerisk orienterede uddannelser på design- og arkitektskolerne i udlandet og i Danmark.
Generelt har der i nyere tid (siden 1980'erne) fundet en både international og dansk debat sted omkring integrationen af designhistorieundervisningen på designskolerne, fordi denne undervisning er indgået som en del af uddannelsernes nyere bestræbelser på at opnå universitetsstatus. Det har afstedkommet en række pædagogiske og disciplinære diskussioner, fordi man typisk har benyttet sig af kunsthistorisk skolede akademikere til at formidle designhistorien, og disse typisk har undervist efter klassiske akademiske metoder: f.eks. forelæsninger, lysbilledshow, efterfølgende diskussion og opgaveskrivning. Denne tilgang har, ifølge kritikerne, været med til at fastholde et syn på designhistorie som en kongerække af designere og deres vigtigste værker og har haft for meget fokus på en forholdsvis ukritisk reproduktion af den traditionelle connaisseur-tilgang til designhistorien. Tendensen i designhistorisk undervisning er, at den i stigende grad henter inspiration i kulturelle og sociologiske studier, og i mindre grad fra kunsthistorien.

## Links
- Design History Society Arkiveret 1. november 2020 hos  Wayback Machine
- Center for Designforskning Arkiveret 16. marts 2008 hos  Wayback Machine

## Publikationer
- Attfield, Judy. Wild Things: The Material Culture of Everyday Life. Berg, 2000. ISBN 1-85973-369-7
- Miller, Daniel. "Material Culture: Why Some Things Matter". University of Chicago Press, 1998. ISBN 0-226-52601-1
- Journal of Design History. ISSN 0952-4649
- Scandinavian Journal of Design History. ISSN 0906-3447

## Artikler
- Attfield, Judy. "Defining the object and the subject". Times Higher Education Supplement. No. 1. Feb 1985. p.26.
- Blake, J. "The Context of Design History." Design History: Fad or Function. London: Design Council, 1978. p. 56-9.
- Dilnot, Clive. "The State of Design History: Part One, Mapping the Field." Design Issues. Vol. 1, No. 1. Spring 1984. p.4-23.
- Dilnot, Clive. "The State of Design History: Part Two, Mapping the Field." Design Issues. Vol. 1, No. 2. Fall 1984. p.3-20.
- Forty, Adrian. "Design History: A Politique and a Pedagogy." Architectural Association. Vol. 5, No. 4. Oct/Dec 1973. p. 48-9.